# Волков, Олег Александрович
Олег Александрович Волков (род. 1967) — российский муниципальный деятель. Префект Юго-Западного административного округа Москвы с 18 декабря 2012 года.

## Биография
Волков Олег Александрович родился в 1967 году. Служил на Северном флоте. Окончил Технический университет по специальности инженер-строитель. В городском хозяйстве прошёл путь от слесаря до инженера, а в управленческой сфере – от специалиста до главы управы, заместителя префекта. С 1995 года работал в управе Обручевского района (ЮЗАО). С мая 2012 года в должности заместителя префекта Юго-Западного административного округа. Курировал вопросы жилищно-коммунального хозяйства и благоустройства. 18 декабря 2012 года Указом Мэра Москвы назначен на должность префекта ЮЗАО.

## Личная жизнь
Женат, воспитывает пятерых детей.
При написании данной статьи использовалась информация с сайта префектуры ЮЗАО города Москвы, доступная по условиям лицензии Creative Commons Attribution 3.0, но недоступная по условиям лицензии GFDL.

ссылки
- Префект ЮЗАО Олег Волков